# 湍河街道
湍河街道，是中华人民共和国河南省南阳市邓州市下辖的一个乡镇级行政单位。

## 行政区划
湍河街道下辖以下地区：
姚巷社区、槐树社区、湍南社区、十里铺社区、海营社区、张寨社区、辛庄社区、许庄社区、丁屯社区、八里王社区、榆林社区、水车社区、三里河社区、金雷社区、白庄社区、金营社区和老李庄社区。